# Euromycter rutenus
Euromycter rutenus és una espècie extinta de sinàpsid de la família dels casèids que visqué durant el Permià inferior, fa entre 272,3 i 290,1 milions d'anys, en allò que avui en dia és Europa. Se n'han trobat restes fòssils a l'Avairon (França). Es tracta de l'única espècie del gènere Euromycter. Era un casèid menut i de crani inusualment ample. El nom genèric Euromycter significa ‘nas europeu’, mentre que el nom específic rutenus fa referència als rutens, la tribu gal·la que vivia a la comarca de Rodés.